# Liste der Fließgewässer im Flusssystem Ölschnitz (Weißer Main)

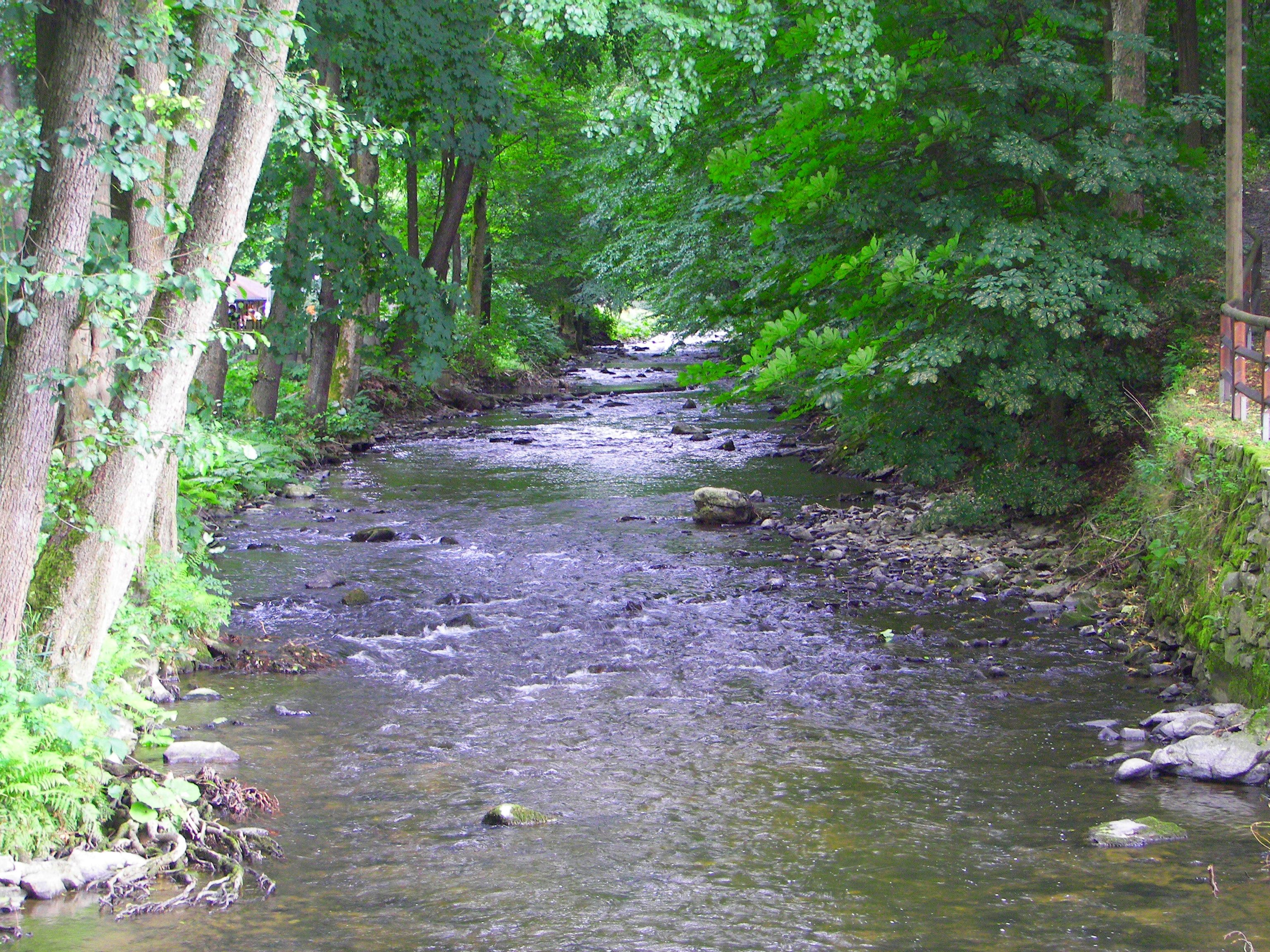
Ölschnitz (Weißer Main) im Kurpark Bad Berneck

Die Liste der Fließgewässer im Flusssystem Ölschnitz umfasst alle direkten und indirekten Zuflüsse der Ölschnitz, soweit sie namentlich auf der Topographischen Karte 1:10000 Bayern Nord (DK 10) oder im Kartenservicesystem des Bayerischen Landesamts für Umwelt (LfU) aufgeführt werden. Namenlose Zuläufe und Abzweigungen werden nicht berücksichtigt. Wenn sich der Gewässername nach dem Zusammenfluss zweier Gewässerabschnitte ändert, werden die beiden Zuflüsse als Quellzuflüsse separat angeführt, ansonsten erscheint der Teilbereichsname in Klammern. Die Längenangaben werden auf eine Nachkommastelle gerundet. Die Fließgewässer werden jeweils flussabwärts aufgeführt. Die orografische Richtungsangabe bezieht sich auf das direkt übergeordnete Gewässer. 

## Ölschnitz
Die Ölschnitz ist ein 22,1 km langer rechter Zufluss des Weißen Mains in Oberfranken. 

## Zuflüsse
Direkte und indirekte Zuflüsse des Ölschnitz
- Querenbach (links)
- Lahmabach (rechts)
- Benkersbach (links)
- Grundbach (rechts)
- Angerbach (rechts)
- Rieglersbach (links), 6,3 km, 5,84 km²
- Schleifenbach (rechts)
- Lübnitzbach (links)
  - Tannenreuther Bach (links)
  - Schlenkenbach (rechts)
  - Kornbach (links), 6,8 km
    - Haidlasbach (rechts)
      - Tuchscherer Bach (links)

    - Kornbächlein (links)
- Steingraben (rechts)
- Metzlersreuther Bach (Heinersreuther Bach) (links), 8,2 km
  - Köhlersgrundbach (rechter Quellbach)
  - Schweinsbach (linker Quellbach)
  - Wülfersreutherbach (links)
- Knodenbach (rechts)
- Bärnreuther Graben (links)

## Flusssystem Weißer Main
- Fließgewässer im Flusssystem Weißer Main